# HexaDrive
HexaDrive (en japonés: 株式会社ヘキサドライブ Hepburn: Kabushiki gaisha hekisa doraibu) es una empresa desarrolladora de videojuegos independiente con sede en Osaka, Japón. HexaDrive, fundada en 2007 por el programador de Capcom, Masakazu Matsushita, ha trabajado en diferentes títulos para varios sistemas, especialmente Rez HD, una remasterización en HD del título Rez exclusivamente para Xbox Live Arcade y The 3rd Birthday, una colaboración entre HexaDrive y Square Enix.

## Juegos
| Año  | Título                                        | Distribuidor (a) | Plataforma (s)                             |
| ---- | --------------------------------------------- | ---------------- | ------------------------------------------ |
| 2008 | Rez HD                                        | Q Entertainment  | Xbox 360                                   |
| 2010 | The 3rd Birthday                              | Square Enix      | PlayStation Portable                       |
| 2012 | Metal Gear Solid: Snake Eater 3D              | Konami           | Nintendo 3DS                               |
| 2012 | Demons' Score                                 | Square Enix      | Android, iOS                               |
| 2012 | Ōkami HD                                      | Capcom           | PlayStation 3                              |
| 2012 | E.X. Troopers                                 | Capcom           | PlayStation 3                              |
| 2012 | Metal Gear Solid: Social Ops                  | Konami           | Android, iOS                               |
| 2013 | Zone of the Enders: The 2nd Runner HD Edition | Konami           | PlayStation 3                              |
| 2013 | The Wonderful 101                             | Nintendo         | Wii U                                      |
| 2013 | The Legend of Zelda: The Wind Waker HD        | Nintendo         | Wii U                                      |
| 2014 | Monster Hunter Freedom Unite                  | Capcom           | iOS                                        |
| 2014 | King Radish's Ambition                        | HexaDrive        | Android, iOS                               |
| 2015 | Final Fantasy Type-0 HD                       | Square Enix      | PlayStation 4, Xbox One, Microsoft Windows |
| 2015 | Rampage Land Rankers                          | Square Enix      | Android, iOS                               |
| 2016 | Final Fantasy XV                              | Square Enix      | PlayStation 4, Xbox One                    |
| 2017 | Super Bomberman R                             | Konami           | Nintendo Switch                            |